# Metridiidae
Famille
Les Metridiidae sont une famille d'anémones de mer.

## Liste des genres
Selon World Register of Marine Species (13 avril 2015) :
- genre Metridium de Blainville, 1824 — 6 espèces
- genre Paraisometridium Zamponi, 1978 — 1 espèce